# Mézga

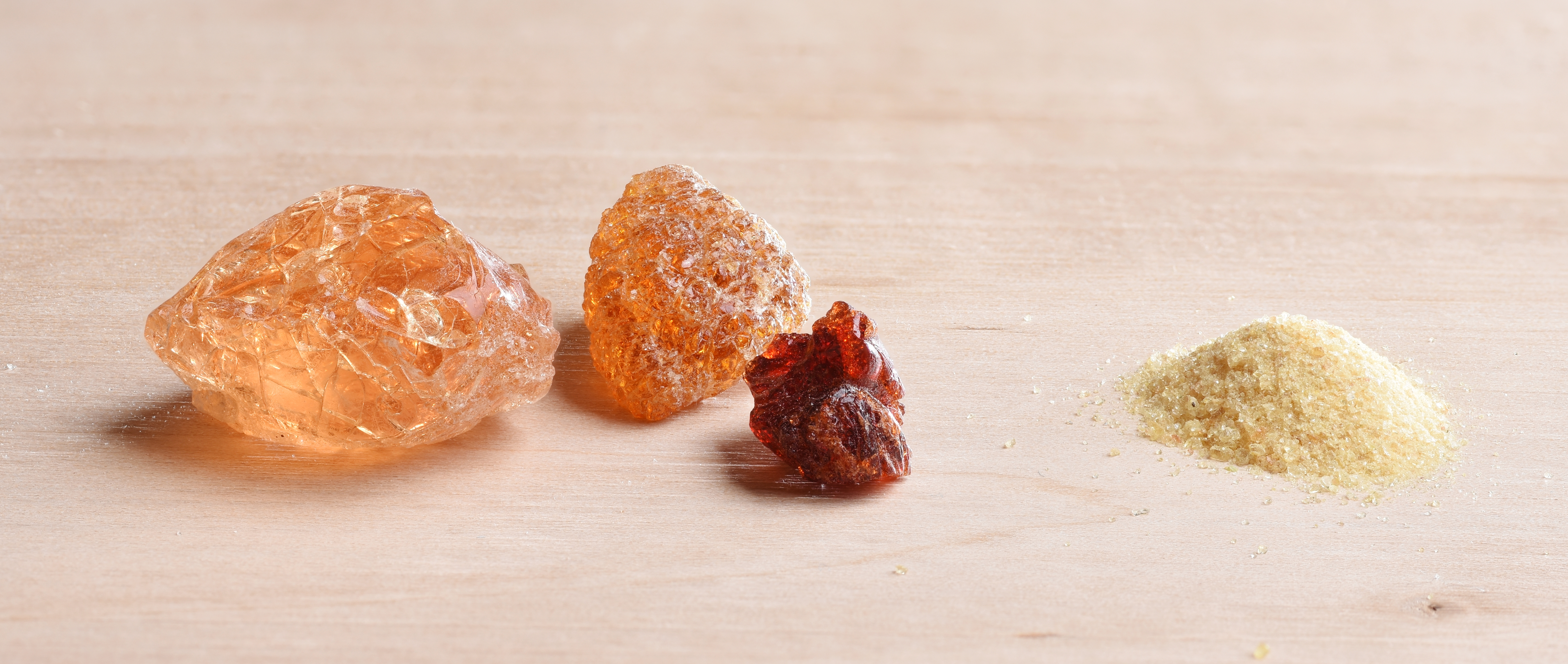
Darabos, illetve porított gumiarábikum

A mézga (gumigyanta) különféle lágy, illetve félkemény, amorf, áttetsző, többnyire sárgás árnyalatú anyagok gyűjtőneve. Összetételük változatos. A mézgák többségét növények termelik. Tulajdonságaikat, élettani szerepüket és felhasználásukat tekintve is közeli analógjaik a gyanták, de a két anyagcsoport összetétele jelentősen különbözik. Együtt, ugyanabban a növényben is előfordulhatnak.

## Kémiai összetétele, tulajdonságai
A mézga tömegének többsége szénhidrát. Emellett mindig van benne fehérje és állandóak a különféle illat- és színanyagok. Emiatt meleg vízben jól oldódik; gyantával közös elegyeiből a mézga forró vízzel könnyen kioldható; kémhatása savas. (A vízben nem oldódó gyanta, illetve balzsam fő alkotói a diterpén típusú gyantasavak és származékaik).
Hideg vízben nyálkás, ragadós kolloiddá duzzad. Alkoholban nem oldódik, savakkal főzve szőlőcukorrá alakul.
A friss mézga még igencsak folyós, a levegőn azonban beszárad, és állaga kocsonya-, majd gumiszerű lesz.

## Keletkezése, élettani szerepe
A mézga és a gyanta biológiai szerepe egyaránt a sérülésvédelem (a sérülések fertőzésgátló lezárása). Mindkettőt fás szárú növények (cserjék, fák) választják ki, a gyantától eltérően a mézgát elvileg csak akkor, ha kérgük, bélszövetük, esetük termésük fala megsérül vagy egyéb okokból felreped (MNL). Ilyenkor a sérülés mentén a sejtek fala felreped, anyaguk pedig elkocsonyásodik-elnyúlósodik, azaz mézgásodik (Révai).

### Mézgafolyás
A mézgafolyás (mézgaömlés, gumifolyás, mézgásodás, illetve gummózis) néven ismert növénybetegség a mézgatermelés kóros felerősödése olyannyira, hogy az már magától tör elő a fából, hogy aztán a kérge lefolyva vagy az így okozott sérülés helyén összegyűlve száradjon be. Kezdeti fázisában még csak a fa kérgében alakulnak egyes szövetrészek mézgává. A kór befelé harapódzik, és elérheti a kambiumot — ahol ez elpusztul, a fa nem vastagszik tovább. A háncs elbomlása megzavarja a fa életfolyamatait; a kór előrehaladtával a fa pusztulni kezd; részlegesen kiszárad.
Különösen gyakori a cseresznyemézga címszónál felsorolt gyümölcsfáknál (Révai).

## Fajtái, felhasználása
Valamelyik fajtáját már az ókori egyiptomiak ismerték komi néven. Ma a leggyakrabban ragasztók készítéséhez, gyógyszerkészítmények bevonására és textilipari kikészítőszernek alkalmazzák.

### Cseresznyemézga
A cseresznyemézga (cerazin) számos, Magyarországon is gyakori gyümölcsfa:
- cseresznye
- meggy
- mandula
- szilva
- sárgabarack
- őszibarack

mézgája.

### Akácmézga
Az akác (Robinia) fajok termelik. A fehér akác (Robinia psudoacacia) kérgének repedésein gyakorta kiszivárog a felszínre, gömbölyded vagy ovális csöppekben megszilárdul és besűrűsödik.

### Fokföldi mézga
A fokföldi (régiasen: kapföldi) mézgát (gummi Mimosae Capensis) különféle akácia fajok (Acacia ssp.) termelik. A többi mézgánál piszkosabb, homályos árnyalatú. Vízben rosszul oldódik. Kereskedelmi szerepe jelentéktelen.

### Szenegálmézga
Az arab akác (Acacia senegal) terméke (MNL).

### Traganth
A traganth Kis-Ázsiában, Görögországban és Dél-Amerikában honos csüdfű fajok (Astragalus ssp; főleg Astragalus gummifer) terméke. Porra őrölve legalább kétezer éve használják emulgeálószernek, stabilizátornak és sűrítő anyagnak. Élelmiszeradalékként kódja E 413. Egyes hiedelmekben rákellenes hatása is van.

### Gumiarábikum
A gumiarábikum (gummi arabicum avagy arab mézga) általánosan használt élelmiszeripari adalékanyag (az európai katalógusban E 414). Térfogatnövelő és stabilizáló adalék levesporokban, üdítőitalokban, szörpökben és édességekben.

### Ausztrál mézga
Az ausztrál mézgát '(gummi Mimosae australis) az Acacia pycnantha Benth. termeli; a II. világháború előtt főleg [[Nagy-Britannia>]] importálta. Gömb, félgömb vagy csepp alakú, pirosasbarna, áttetsző. Vízben könnyen oldódik. A legtisztább és legfehérebb példányokat a likőr-, selyem- és csipkegyártáshoz használták, a hitványabbat ragasztónak, gyújtószálakhoz, szövetfestéshez, tintagyártásra.